# Marie Dacke
Marie Ann-Charlotte Dacke (* 1973) ist eine schwedische Biologin und Professorin in der Lund Vision Group an der Universität Lund in Schweden. Sie hat sich auf die Erforschung von Sinnesorganen bei Insekten spezialisiert.
Marie Dacke promovierte an der Universität Lund unter Prof. Dan-Eric Nilsson und arbeitete dann für zwei Jahre an der Australian National University. 2013 erhielt sie den Ig-Nobelpreis für eine Arbeit über das Navigationssystem von Mistkäfern, in der sie mit ihrem Team nachwies, dass sich die Käfer nachts anhand der Sterne der Milchstraße orientieren.
Sie ist Jurymitglied in der schwedischen Fernsehsendung Studio Natur und wurde beim Forskar Grand Prix 2012 als beste Wissenschaftskommunikatorin Schwedens ausgezeichnet.

## Publikationen (in Auswahl)
- Marie Dacke, Emily Baird, Marcus Byrne, Clarke H. Scholtz, Eric J. Warrant (2013): Dung Beetles Use the Milky Way for Orientation. Current Biology 23(4): 298–300. doi:10.1016/j.cub.2012.12.034.
- Basil el Jundi, James J. Foster, Lana Khaldy, Marcus J. Byrne, Marie Dacke, Emily Baird (2016): A Snapshot-Based Mechanism for Celestial Orientation. Current Biology 26(11): 1456–1462. doi:10.1016/j.cub.2016.03.030.